# Réserve naturelle régionale du Val-Suzon
La réserve naturelle régionale du Val-Suzon (RNR232) est une réserve naturelle régionale située en Bourgogne-Franche-Comté. Classée en 2011, elle occupe une surface de 2 981 hectares et constitue actuellement la seconde plus vaste réserve naturelle régionale de France après celle du massif du Pibeste-Aoulhet.

## Localisation

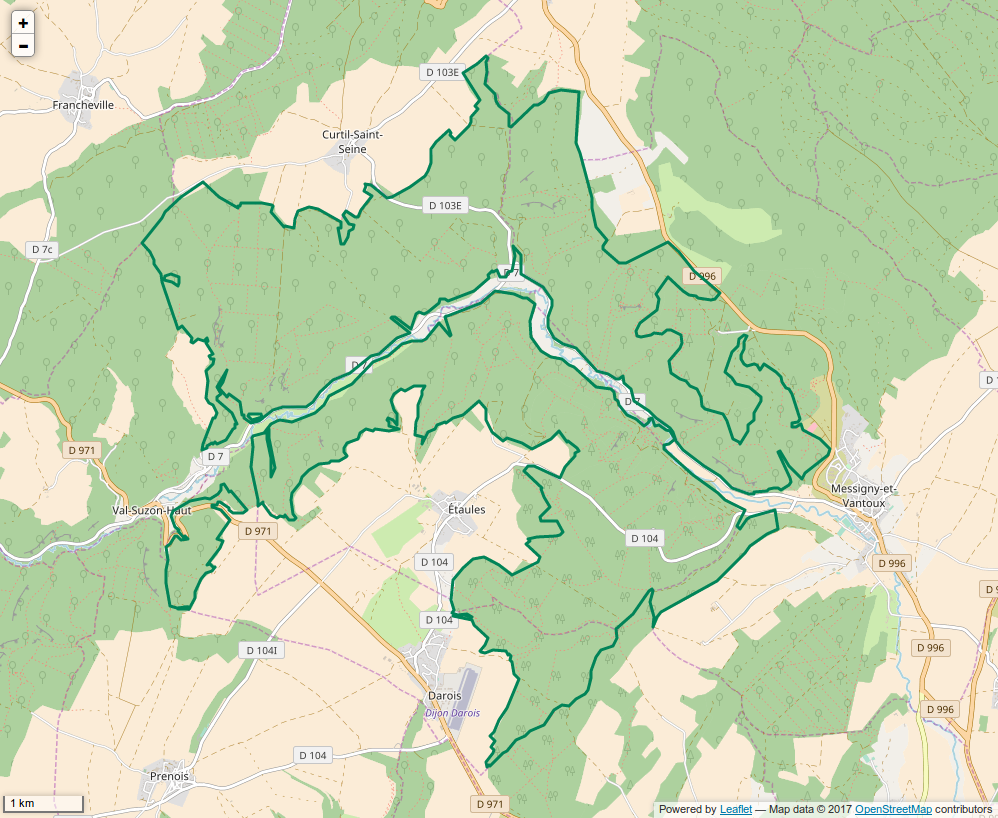
Périmètre de la réserve naturelle.

Le territoire de la réserve naturelle est dans le département de la Côte-d'Or, sur les communes de Darois, Messigny-et-Vantoux, Étaules et Val-Suzon. Il comprend les massifs forestiers situés de part et d'autre du Suzon et englobe une forêt domaniale (69% de la surface), 5 forêts communales (28%) et quelques parcelles privées. L'altitude varie de 300 m à 550 m.

## Histoire du site et de la réserve
Le Val Suzon est un espace forestier fréquenté par l'homme depuis le néolithique. L'éperon barré du châtelet d’Étaules date de 3000 ans av. J.-C. Le site fournit l'eau à la ville de Dijon, le bois pour le chauffage et le commerce.
Depuis le XXe siècle, le territoire est devenu un lieu de loisir. Il est aussi connu pour son patrimoine naturel remarquable qui attire de nombreux naturalistes depuis plus d’un siècle.
Le site est classé au titre de la loi du 2 mai 1930 par un décret du 28 juillet 1989. L'ensemble du site a ensuite été inscrit à l'inventaire des monuments naturels et des sites de Côte-d'Or par arrêté du 25 février 1992.

## Écologie (biodiversité, intérêt écopaysager…)
Le site se situe entre la côte calcaire dijonnaise et viticole au sud et la montagne châtillonnaise au nord. Il présente une riche diversité de milieux : pelouses sèches, éboulis, marais tufeux situés au cœur d’habitats forestiers très diversifiés. Ils sont soumis à des influences climatiques océaniques, méridionales et continentales qui engendre une mosaïque d’habitats.
Les habitats forestiers recouvrent 96% du site.
Les inventaires recensent plus de 2 800 espèces animales et végétales dont plus de 500 pour la flore vasculaire.

### Flore
La flore compte 11 espèces botaniques bénéficiant d’un statut de protection. On y trouve la Doradille des fontaines, la Gesse de Pannonie, l'Athamanthe de Crète, la Renoncule à feuilles de platane, l'Inule des montagnes ou la Violette étonnante.
Plus de 10% de la flore vasculaire présente sur le site est considérée comme menacée en Bourgogne.

### Faune
L'avifaune compte plus de 76 espèces dont 11 espèces sont d’intérêt européen comme le Faucon pèlerin, l’Engoulevent d’Europe, le Pouillot de Bonelli ou le Pic cendré.
On compte 8 espèces d’amphibiens et 8 espèces de reptiles dont 3 espèces de Couleuvres.
Le site présente un fort enjeu pour les chauve-souris avec la présence de 14 espèces sur le site.

## Intérêt touristique et pédagogique
L'accès à la réserve naturelle est libre dans le respect de la réglementation et l'usage des sentiers et chemins existants.

## Administration, plan de gestion, règlement
La réserve naturelle est gérée par l'ONF Bourgogne Est depuis novembre 2011.
Le premier plan de gestion couvrait la période 2014 – 2018. Le second plan de gestion (2020-2029) est approuvé le 5 mars 2021.

### Outils et statut juridique
La réserve naturelle a été créée par une délibération du 27 juin 2011.
Le site est concerné par la ZNIEFF de type I n°260005899 « Vallée du Suzon » ainsi que par celle de type II n°260014993 « La montagne dijonnaise de la vallée de l'Ignona à la vallée de l'Ouche ». Le périmètre de la ZPS N°FR2600957 « Milieux forestiers prairies et pelouses de la vallée du Suzon » englobe la moitié de la réserve.
Le site est labellisé "Forêt d'exception" en octobre 2016.
La réserve naturelle est depuis le 24 avril 2024 la première RNR de France inscrite sur la Liste verte de l'UICN.